# Chiesa di San Pietro in Vinculis (Napoli)

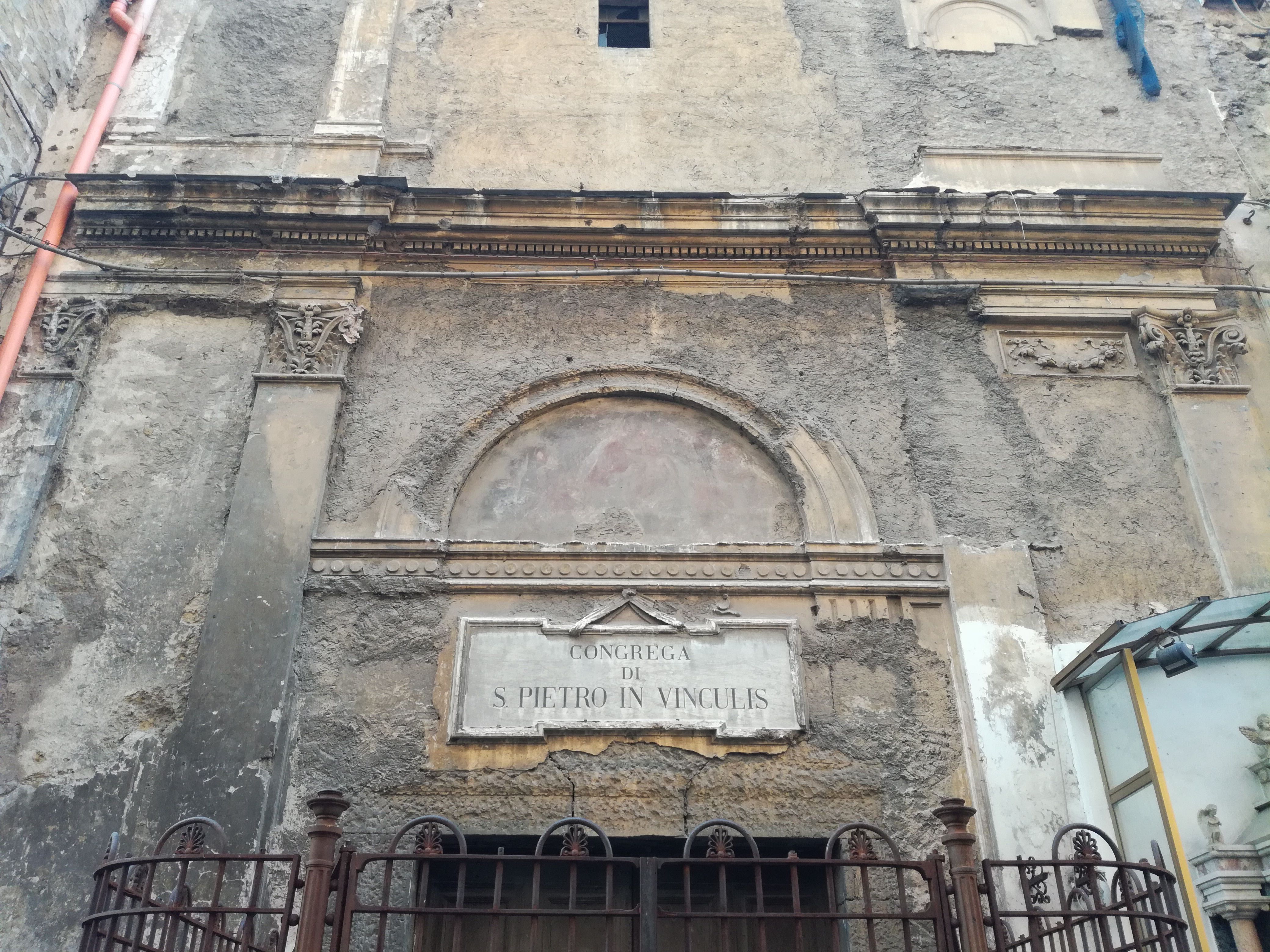
Resti degli affreschi nella lunetta

La chiesa di San Pietro in Vinculis è un luogo di culto cattolico monumentale di Napoli sito nel centro storico in via Sedile di Porto, nei pressi di via Mezzocannone.

## Storia
La chiesa ha origini quattrocentesche e il progetto è attribuito presumibilmente ad Angelo Aniello Fiore secondo Bernardo De Dominici, mentre il suo aspetto è dovuto soprattutto ad un ampliamento del secolo successivo, per volontà del professore Giovanni Lucio Scoppa che, annessa alla chiesa, istituì anche una scuola di grammatica per poveri. In seguito, venne restaurata nel 1654 come mostrerebbe una lapide dietro l'altare maggiore.

## Descrizione
L'interno è caratterizzato da accurate decorazioni a stucco e da numerosi altari di marmo. La cupola è stata dipinta da Giuseppe Fattorusso, mentre il grande affresco sulla volta che ritrae San Pietro e Sant'Aspreno fu eseguito da Crescenzo Gamba.
La chiesa dovrebbe possedere anche numerose opere d'arte sparse in tutto l'edificio: tuttavia, visto che la chiesa è abbandonata da tempo, versando in cattive condizioni, è possibile che gli affreschi e l'architettura dell'interno, siano stati deturpati dall'incuria (come è successo alla facciata, in cui, inoltre, gli affreschi della lunetta sono quasi del tutto scomparsi). Stesso discorso vale per le opere d'arte custodite (non si escludono anche possibili rastrellamenti).
Parte dell'edificio è adibito ad abitazioni private.